# Ussy-sur-Marne
 Ussy-sur-Marne  es una población y comuna francesa, en la región de Isla de Francia, departamento de Sena y Marne, en el distrito de Meaux y cantón de La Ferté-sous-Jouarre.

## Demografía
| 504 | 506 | 656 | 603 | 720 | 841 |
| Para los censos de 1962 a 1999 la población legal corresponde a la población sin duplicidades (Fuente: INSEE [Consultar]) |     |     |     |     |     |

## Personajes célebres
- Samuel Beckett pasó allí (en parte) los 36 últimos años de su vida.
- Ussy-sur-Marne es el pueblo en que pasó la infancia André Roussimoff, conocido bajo el nombre de André le Géant (André The Giant), antiguo luchador y miembro de la fama de la WWE.